# هاجر أحمد
في النار
هاجر أحمد جاد ممثلة وعارضة أزياء مصرية، بدأت مشوارها الفني في عام 2011، بمسلسل نونة المأذونة.

## أعمالها

### الأفلام
- 2018: شهر عسل
- 2022: زومبي
- 2023: بلوموندو
- 2024: أهل الكهف

### المسلسلات
- 2011: نونة المأذونة
- 2013: ألف سلامة
- 2014: كيد الحموات
- 2016: نوايا بريئة
- 2016: المغني
- 2017: هذا المساء
- 2018: نسر الصعيد
- 2018: كأنه إمبارح
- 2018: رسايل
- 2018: ربع رومي
- 2018: الرحلة
- 2019: هوجان
- 2019: نصيبي وقسمتك 3
- 2019: حدوتة مرة
- 2019: كارمن
- 2019: كوكب آخر
- 2020: طلقتك نفسي
- 2020: ضربة معلم
- 2020: حكايات بنات ج4
- 2020: حكايات بنات ج5
- 2020: النهاية
- 2020: الأخ الكبير
- 2021: وكل ما نفترق
- 2021: إلا أنا 2
- 2021: أحسن أب
- 2024: المعلم

## وصلات خارجية
- هاجر أحمد على موقع IMDb (الإنجليزية)
- هاجر أحمد على موقع الدهليز
- هاجر أحمد على موقع قاعدة بيانات الأفلام العربية